# Worshipful Company of Scriveners

Stemma della Worshipful Company of Scriveners

La Worshipful Company of Scriveners of the City of London (in italiano Venerabile Compagnia degli Scrivani della Città di Londra) è una delle Livery Companies della Città di Londra, nota anche come Mysterie of Writers of the Court Letter.
L'associazione venne fondata nel 1373 come organo di abilitazione e regolamentazione per gli scrivani notai di Londra; fu riconosciuta poi da un Regio decreto-legge di Re Giacomo I d'Inghilterra nel 1617.
Nel 1801 il Parlamento approvò il Public Notaries Act, sotto il quale i soli membri della compagnia possono diventare scrivani notai. Storicamente questi erano i soli notai a cui fosse permesso praticare nella Città di Londra, nelle Liberty di Westminster e in qualunque altro luogo nel raggio di tre miglia dalla City. Grazie alla loro prossimità geografica alle ambasciate di molte nazioni governate da sistemi di civil law, sono nominati solamente dopo due anni di apprendistato presso un notaio, devono essere fluenti in almeno una lingua straniera e devono avere familiarità con principi e pratica della legge straniera. Gli antichi privilegi della corporazione furono cancellati dall'Access to Justice Act (1999), che consente a qualunque notaio pubblico di praticare nella City e in qualunque altro luogo in Inghilterra e in Galles.